# Arijan Ademi
Arijan Ademi (ur. 29 maja 1991 w Szybeniku) – chorwacko-macedoński piłkarz  występujący na pozycji pomocnika w chorwackim klubie Dinamo Zagrzeb. W latach 2014–2023 reprezentant Macedonii. Uczestnik Mistrzostw Europy 2020. Były reprezentant Chorwacji.

## Kariera klubowa
Swoją karierę piłkarską Ademi rozpoczął w klubie HNK Šibenik. W 2007 roku awansował do kadry pierwszego zespołu. W sezonie 2007/2008 zadebiutował w nim w pierwszej lidze chorwackiej. W sezonie 2008/2009 stał się podstawowym zawodnikiem klubu z Szybenika. Występował w nim do końca sezonu 2009/2010.
Latem 2010 roku Ademi przeszedł do Dinama Zagrzeb. Swój debiut w nim zanotował 31 lipca 2010 w przegranym 1:2 domowym meczu z HNK Rijeka. W sezonie 2010/2011 wywalczył z Dinamem swój pierwszy tytuł mistrza Chorwacji oraz zdobył swój pierwszy Puchar Chorwacji. W 2012 roku został wypożyczony do Lokomotivy Zagrzeb, w której zadebiutował 24 lutego 2012 w domowym meczu z NK Zadar (3:0). W sezonach 2011/2012 i 2012/2013 ponownie został z Dinamem mistrzem kraju. W sezonie 2011/2012 sięgnął również po krajowy puchar.

## Kariera reprezentacyjna
Ademi grał w młodzieżowych reprezentacjach Chorwacji na różnych szczeblach wiekowych. W 2010 roku wraz z kadrą U-19 wziął udział w Mistrzostwach Europy U-19. Dotarł z iną do półfinału tego turnieju. W 2011 roku zagrał z reprezentacją U-20 na Mistrzostwach Świata U-20.
6 lutego 2013 roku Ademi zadebiutował w dorosłej reprezentacji w wygranym 4:0 towarzyskim meczu z Koreą Południową, rozegranym w Londynie. W 71. minucie tego meczu zmienił Lukę Modricia.